# Medaglie dei Campionati mondiali di nuoto - Tuffi
In questa pagina sono elencate tutte le medaglie dei tuffi ai campionati mondiali di nuoto, a partire dai mondiali di Belgrado 1973.

## Trampolino da 1 metro maschile
| Edizione        | Oro                          | Argento                     | Bronzo                        |
| --------------- | ---------------------------- | --------------------------- | ----------------------------- |
| Roma 1994       | Evan Stewart ( Zimbabwe)     | Wei Lan ( Cina)             | Brian Earley ( Stati Uniti)   |
| Perth 1998      | Zhuocheng Yu ( Cina)         | Troy Dumais ( Stati Uniti)  | Holger Schlepps ( Germania)   |
| Fukuoka 2001    | Wang Feng ( Cina)            | Wang Tianling ( Cina)       | Aleksandr Dobroskok ( Russia) |
| Barcellona 2003 | Xu Xiang ( Cina)             | Wang Kenan ( Cina)          | Joona Puhakka ( Finlandia)    |
| Montreal 2005   | Alexandre Despatie ( Canada) | Xu Xiang ( Cina)            | Wang Feng ( Cina)             |
| Melbourne 2007  | Luo Youtong ( Cina)          | He Chong ( Cina)            | Cristopher Sacchin ( Italia)  |
| Roma 2009       | Qin Kai ( Cina)              | Xinhua Zhang ( Cina)        | Matthew Mitcham ( Australia)  |
| Shanghai 2011   | Li Shixin ( Cina)            | He Min ( Cina)              | Pavlo Rozenberg ( Germania)   |
| Barcellona 2013 | Li Shixin ( Cina)            | Illja Kvaša ( Ucraina)      | Kevin Chávez ( Messico)       |
| Kazan' 2015     | Xie Siyi ( Cina)             | Illja Kvaša ( Ucraina)      | Michael Hixon ( Stati Uniti)  |
| Budapest 2017   | Peng Jianfeng ( Cina)        | He Chao ( Cina)             | Giovanni Tocci ( Italia)      |
| Gwangju 2019    | Wang Zongyuan ( Cina)        | Rommel Pacheco ( Messico)   | Peng Jianfeng ( Cina)         |
| Budapest 2022   | Wang Zongyuan ( Cina)        | Jack Laugher ( Regno Unito) | Li Shixin ( Australia)        |
| Fukuoka 2023    | Peng Jianfeng ( Cina)        | Osmar Olvera ( Messico)     | Zheng Jiuyuan ( Cina)         |

- Atleta più premiato: Peng Jianfeng ( Cina)
- Nazione più medagliata:  Cina  (12 , 8 , 4 )

## Trampolino da 1 metro femminile
| Edizione        | Oro                          | Argento                      | Bronzo                                |
| --------------- | ---------------------------- | ---------------------------- | ------------------------------------- |
| Perth 1991      | Gao Min ( Cina)              | Wendy Lucero ( Stati Uniti)  | Heidermarie Bartova ( Cecoslovacchia) |
| Roma 1994       | Lixia Chen ( Cina)           | Tan Shuping ( Cina)          | Annie Pelletier ( Canada)             |
| Perth 1998      | Irina Laško ( Russia)        | Vera Il'ina ( Russia)        | Jing Zhang ( Cina)                    |
| Fukuoka 2001    | Blythe Hartley ( Canada)     | Wu Minxia ( Cina)            | Jing Zhang ( Cina)                    |
| Barcellona 2003 | Irina Laško ( Australia)     | Conny Schmalfuss ( Germania) | Blythe Hartley ( Canada)              |
| Montreal 2005   | Blythe Hartley ( Canada)     | Wu Minxia ( Cina)            | Heike Fischer ( Germania)             |
| Melbourne 2007  | He Zi ( Cina)                | Blythe Hartley ( Canada)     | Julija Pachalina ( Russia)            |
| Roma 2009       | Julija Pachalina ( Russia)   | Wu Minxia ( Cina)            | Wang Han ( Cina)                      |
| Shanghai 2011   | Shi Tingmao ( Cina)          | Wang Han ( Cina)             | Tania Cagnotto ( Italia)              |
| Barcellona 2013 | He Zi ( Cina)                | Tania Cagnotto ( Italia)     | Wang Han ( Cina)                      |
| Kazan' 2015     | Tania Cagnotto ( Italia)     | Shi Tingmao ( Cina)          | He Zi ( Cina)                         |
| Budapest 2017   | Maddison Keeney ( Australia) | Nadežda Bažina ( Russia)     | Elena Bertocchi ( Italia)             |
| Gwangju 2019    | Chen Yiwen ( Cina)           | Sarah Bacon ( Stati Uniti)   | Kim Su-ji ( Corea del Sud)            |
| Budapest 2022   | Li Yajie ( Cina)             | Sarah Bacon ( Stati Uniti)   | Mia Vallée ( Canada)                  |
| Fukuoka 2023    | Lin Shan ( Cina)             | Li Yajie ( Cina)             | Aranza Vázquez ( Messico)             |

- Atleta più premiata: Blythe Hartley ( Canada)
- Nazione più medagliata:  Cina (8 , 7  e 5 )

## Trampolino da 3 metri maschile
| Edizione           | Oro                           | Argento                           | Bronzo                                          |
| ------------------ | ----------------------------- | --------------------------------- | ----------------------------------------------- |
| Belgrado 1973      | Phil Boggs ( Stati Uniti)     | Klaus Dibiasi ( Italia)           | Keith Russell ( Stati Uniti)                    |
| Cali 1975          | Phil Boggs ( Stati Uniti)     | Klaus Dibiasi ( Italia)           | Vjačeslav Strachov ( Unione Sovietica)          |
| Berlino Ovest 1978 | Phil Boggs ( Stati Uniti)     | Falk Hoffmann ( Germania Est)     | Giorgio Cagnotto ( Italia)                      |
| Guayaquil 1982     | Greg Louganis ( Stati Uniti)  | Sergey Kuzmin ( Unione Sovietica) | Aleksandr Stalievič Portnov ( Unione Sovietica) |
| Madrid 1986        | Greg Louganis ( Stati Uniti)  | Tan Liangde ( Cina)               | Li Hongping ( Cina)                             |
| Perth 1991         | Kent Ferguson ( Stati Uniti)  | Tan Liangde ( Cina)               | Albin Killat ( Germania)                        |
| Roma 1994          | Zhuocheng Yu ( Cina)          | Dmitrij Sautin ( Russia)          | Tiangling Wang ( Cina)                          |
| Perth 1998         | Dmitrij Sautin ( Russia)      | Yilin Zhou ( Cina)                | Vassili Lisovski ( Russia)                      |
| Fukuoka 2001       | Dmitrij Sautin ( Russia)      | Wang Tianling ( Cina)             | Ken Terauchi ( Giappone)                        |
| Barcellona 2003    | Aleksandr Dobroskok ( Russia) | Peng Bo ( Cina)                   | Dmitrij Sautin ( Russia)                        |
| Montreal 2005      | Alexandre Despatie ( Canada)  | Troy Dumais ( Stati Uniti)        | He Chong ( Cina)                                |
| Melbourne 2007     | Qin Kai ( Cina)               | Alexandre Despatie ( Canada)      | Dmitrij Sautin ( Russia)                        |
| Roma 2009          | He Chong ( Cina)              | Troy Dumais ( Stati Uniti)        | Alexandre Despatie ( Canada)                    |
| Shanghai 2011      | He Chong ( Cina)              | Il'ja Zacharov ( Russia)          | Evgenij Kuznecov ( Russia)                      |
| Barcellona 2013    | He Chong ( Cina)              | Evgenij Kuznecov ( Russia)        | Yahel Castillo ( Messico)                       |
| Kazan' 2015        | He Chao ( Cina)               | Il'ja Zacharov ( Russia)          | Jack Laugher ( Gran Bretagna)                   |
| Budapest 2017      | Xie Siyi ( Cina)              | Patrick Hausding ( Germania)      | Il'ja Zacharov ( Russia)                        |
| Gwangju 2019       | Xie Siyi ( Cina)              | Cao Yuan ( Cina)                  | Jack Laugher ( Gran Bretagna)                   |
| Budapest 2022      | Wang Zongyuan ( Cina)         | Cao Yuan ( Cina)                  | Jack Laugher ( Gran Bretagna)                   |
| Fukuoka 2023       | Wang Zongyuan ( Cina)         | Osmar Olvera ( Messico)           | Long Daoyi ( Cina)                              |

- Atleta più premiato: He Chong ( Cina), )
- Nazione più medagliata:  Cina 10 , 7  e 4

## Trampolino da 3 metri femminile
| Edizione           | Oro                                | Argento                               | Bronzo                             |
| ------------------ | ---------------------------------- | ------------------------------------- | ---------------------------------- |
| Belgrado 1973      | Christa Köhler ( Germania Est)     | Ulrika Knape ( Svezia)                | Marina Janicke ( Germania Est)     |
| Cali 1975          | Irina Kalinina ( Unione Sovietica) | Tatyana Bolynkina ( Unione Sovietica) | Christine Loock ( Stati Uniti)     |
| Berlino Ovest 1978 | Irina Kalinina ( Unione Sovietica) | Cynthia Potter ( Stati Uniti)         | Jennifer Chandler ( Stati Uniti)   |
| Guayaquil 1982     | Megan Neyer ( Stati Uniti)         | Christina Seufert ( Stati Uniti)      | Peng Yuanchuan ( Cina)             |
| Madrid 1986        | Gao Min ( Cina)                    | Li Yihua ( Cina)                      | Marina Babkova ( Unione Sovietica) |
| Perth 1991         | Gao Min ( Cina)                    | Irina Laško ( Unione Sovietica)       | Brita Baldus ( Germania)           |
| Roma 1994          | Tan Shuping ( Cina)                | Vera Il'ina ( Russia)                 | Claudia Bockner ( Germania)        |
| Perth 1998         | Julija Pachalina ( Russia)         | Guo Jingjing ( Cina)                  | Chantelle Michell ( Australia)     |
| Fukuoka 2001       | Guo Jingjing ( Cina)               | Irina Laško ( Australia)              | Julija Pachalina ( Russia)         |
| Barcellona 2003    | Guo Jingjing ( Cina)               | Julija Pachalina ( Russia)            | Wu Minxia ( Cina)                  |
| Montreal 2005      | Guo Jingjing ( Cina)               | Wu Minxia ( Cina)                     | Tania Cagnotto ( Italia)           |
| Melbourne 2007     | Guo Jingjing ( Cina)               | Wu Minxia ( Cina)                     | Tania Cagnotto ( Italia)           |
| Roma 2009          | Guo Jingjing ( Cina)               | Émilie Heymans ( Canada)              | Tania Cagnotto ( Italia)           |
| Shanghai 2011      | Wu Minxia ( Cina)                  | He Zi ( Cina)                         | Jennifer Abel ( Canada)            |
| Barcellona 2013    | He Zi ( Cina)                      | Wang Han ( Cina)                      | Pamela Ware ( Canada)              |
| Kazan' 2015        | Shi Tingmao ( Cina)                | He Zi ( Cina)                         | Tania Cagnotto ( Italia)           |
| Budapest 2017      | Shi Tingmao ( Cina)                | Wang Han ( Cina)                      | Jennifer Abel ( Canada)            |
| Gwangju 2019       | Shi Tingmao ( Cina)                | Wang Han ( Cina)                      | Maddison Keeney ( Australia)       |
| Budapest 2022      | Chen Yiwen ( Cina)                 | Mia Vallée ( Canada)                  | Chang Yani ( Cina)                 |
| Fukuoka 2023       | Chen Yiwen ( Cina)                 | Chang Yani ( Cina)                    | Pamela Ware ( Canada)              |

- Atleta più premiata: Guo Jingjing ( Cina)
- Nazione più medagliata:  Cina 15 , 10  e 3

## Trampolino da 3 metri sincronizzati maschile
| Edizione        | Oro                                            | Argento                                           | Bronzo                                         |
| --------------- | ---------------------------------------------- | ------------------------------------------------- | ---------------------------------------------- |
| Perth 1998      | Hao Xu e Zhuocheng Yu ( Cina)                  | Alexander Mesch e Holger Schlepps ( Germania)     | Shannon Roy e Dean Pullar ( Australia)         |
| Fukuoka 2001    | Peng Bo e Wang Kenan ( Cina)                   | Joel Rodríguez e Fernando Platas ( Messico)       | Aleksandr Dobroskok e Dmitrij Sautin ( Russia) |
| Barcellona 2003 | Aleksandr Dobroskok e Dmitrij Sautin ( Russia) | Wang Tianling e Wang Feng ( Cina)                 | Andreas Wels e Tobias Schellenberg ( Germania) |
| Montreal 2005   | He Chong e Wang Feng ( Cina)                   | Tobias Schellenberg e Andreas Wels ( Germania)    | Justin Dumais e Troy Dumais ( Stati Uniti)     |
| Melbourne 2007  | Qin Kai e Feng Wang ( Cina)                    | Alexandre Despatie e Arturo Miranda ( Canada)     | Tobias Schellenberg e Andreas Wels ( Germania) |
| Roma 2009       | Qin Kai e Wang Feng ( Cina)                    | Troy Dumais e Kristian Ipsen ( Stati Uniti)       | Alexandre Despatie e Reuben Ross ( Canada)     |
| Shanghai 2011   | Qin Kai e Luo Yutong ( Cina)                   | Il'ja Zacharov e Evgenij Kuznecov ( Russia)       | Yahel Castillo e Julián Sánchez ( Messico)     |
| Barcellona 2013 | Qin Kai e He Chong ( Cina)                     | Il'ja Zacharov e Evgenij Kuznecov ( Russia)       | Rommel Pacheco e Jahir Ocampo ( Messico)       |
| Kazan' 2015     | Qin Kai e Cao Yuan ( Cina)                     | Il'ja Zacharov e Evgenij Kuznecov ( Russia)       | Jack Laugher e Chris Mears ( Gran Bretagna)    |
| Budapest 2017   | Il'ja Zacharov e Evgenij Kuznecov ( Russia)    | Cao Yuan e Xie Siyi ( Cina)                       | Oleh Kolodij e Illja Kvaša ( Ucraina)          |
| Gwangju 2019    | Cao Yuan e Xie Siyi ( Cina)                    | Jack Laugher e Daniel Goodfellow ( Gran Bretagna) | Yahel Castillo e Juan Manuel Celaya ( Messico) |
| Budapest 2022   | Cao Yuan e Wang Zongyuan ( Cina)               | Anthony Harding e Jack Laugher ( Gran Bretagna)   | Timo Barthel e Lars Rüdiger ( Germania)        |
| Fukuoka 2023    | Long Daoyi e Wang Zongyuan ( Cina)             | Anthony Harding e Jack Laugher ( Gran Bretagna)   | Jules Bouyer e Alexis Jandard ( Francia)       |

- Atleta più premiato: Qin Kai ( Cina)
- Nazione più medagliata:  Cina (11 , 2 , 0 )

## Trampolino da 3 metri sincronizzati femminile
| Edizione        | Oro                                      | Argento                                              | Bronzo                                             |
| --------------- | ---------------------------------------- | ---------------------------------------------------- | -------------------------------------------------- |
| Perth 1998      | Irina Laško e Julija Pachalina ( Russia) | Lang Rao e Rongiuan Li ( Cina)                       | Kathy Pesek e Tracy Bonner ( Stati Uniti)          |
| Fukuoka 2001    | Wu Minxia e Guo Jingjing ( Cina)         | Julija Pachalina e Vera Il'ina ( Russia)             | Ditte Kotzian e Conny Schmalfuss ( Germania)       |
| Barcellona 2003 | Wu Minxia e Guo Jingjing ( Cina)         | Julija Pachalina e Vera Il'ina ( Russia)             | Paola Espinosa e Laura Sánchez ( Messico)          |
| Montreal 2005   | Li Ting e Guo Jingjing ( Cina)           | Ditte Kotzian e Conny Schmalfuss ( Germania)         | Kristina Ishchenko e Olena Fedorova ( Ucraina)     |
| Melbourne 2007  | Wu Minxia e Guo Jingjing ( Cina)         | Ditte Kotzian e Heike Fischer ( Germania)            | Sharleen Stratton e Briony Cole ( Australia)       |
| Roma 2009       | Wu Minxia e Guo Jingjing ( Cina)         | Tania Cagnotto e Francesca Dallapé ( Italia)         | Julija Pachalina e Anastasia Pozdniakova ( Russia) |
| Shanghai 2011   | Wu Minxia e He Zi ( Cina)                | Émilie Heymans e Jennifer Abel ( Canada)             | Anabelle Smith e Sharleen Stratton ( Australia)    |
| Barcellona 2013 | Wu Minxia e Shi Tingmao ( Cina)          | Francesca Dallapé e Tania Cagnotto ( Italia)         | Jennifer Abel e Pamela Ware ( Canada)              |
| Kazan' 2015     | Wu Minxia e Shi Tingmao ( Cina)          | Jennifer Abel e Pamela Ware ( Canada)                | Samantha Mills e Esther Qin ( Australia)           |
| Budapest 2017   | Chang Yani e Shi Tingmao ( Cina)         | Jennifer Abel e Mélissa Citrini-Beaulieu ( Canada)   | Nadežda Bažina e Kristina Il'inych ( Russia)       |
| Gwangju 2019    | Shi Tingmao e Wang Han ( Cina)           | Jennifer Abel e Mélissa Citrini-Beaulieu ( Canada)   | Paola Espinosa e Melany Hernández ( Messico)       |
| Budapest 2022   | Chang Yani e Chen Yiwen ( Cina)          | Rin Kaneto e Sayaka Mikami ( Giappone)               | Maddison Keeney e Anabelle Smith ( Australia)      |
| Fukuoka 2023    | Chang Yani e Chen Yiwen ( Cina)          | Yasmin Harper e Scarlett Mew Jensen ( Gran Bretagna) | Elena Bertocchi e Chiara Pellacani ( Italia)       |

- Atleta più premiata: Wu Minxia ( Cina)
- Nazione più medagliata:  Cina (12 , 1 , 0 )

## Trampolino da 3 metri sincronizzati misto
| Edizione      | Oro                                           | Argento                                         | Bronzo                                          |
| ------------- | --------------------------------------------- | ----------------------------------------------- | ----------------------------------------------- |
| Kazan' 2015   | Wang Han e Yang Hao ( Cina)                   | Jennifer Abel e François Imbeau-Dulac ( Canada) | Tania Cagnotto e Maicol Verzotto ( Italia)      |
| Budapest 2017 | Wang Han e Li Zheng ( Cina)                   | Grace Reid e Tom Daley ( Gran Bretagna)         | Jennifer Abel e François Imbeau-Dulac ( Canada) |
| Gwangju 2019  | Matthew Carter e Maddison Keeney ( Australia) | Jennifer Abel e François Imbeau-Dulac ( Canada) | Lou Massenberg e Tina Punzel ( Germania)        |
| Budapest 2022 | Lin Shan e Zhu Zifeng ( Cina)                 | Chiara Pellacani e Matteo Santoro ( Italia)     | James Heatly e Grace Reid ( Gran Bretagna)      |
| Fukuoka 2023  | Lin Shan e Zhu Zifeng ( Cina)                 | Domonic Bedggood e Maddison Keeney ( Australia) | Chiara Pellacani e Matteo Santoro ( Italia)     |

- Atleta più premiato: Wang Han ( Cina)
- Nazione più medagliata:  Cina (4 , 0 , 0 )

## Piattaforma da 10 metri maschile
| Edizione           | Oro                           | Argento                               | Bronzo                                |
| ------------------ | ----------------------------- | ------------------------------------- | ------------------------------------- |
| Belgrado 1973      | Klaus Dibiasi ( Italia)       | Keith Russell ( Stati Uniti)          | Falk Hoffmann ( Germania Est)         |
| Cali 1975          | Klaus Dibiasi ( Italia)       | Nikolay Mikhailin ( Unione Sovietica) | Carlos Girón Gutiérrez ( Messico)     |
| Berlino Ovest 1978 | Greg Louganis ( Stati Uniti)  | Falk Hoffmann ( Germania Est)         | Uladzimir Alejnik ( Unione Sovietica) |
| Guayaquil 1982     | Greg Louganis ( Stati Uniti)  | Uladzimir Alejnik ( Unione Sovietica) | Bruce Kimball ( Stati Uniti)          |
| Madrid 1986        | Greg Louganis ( Stati Uniti)  | Li Kongzheng ( Cina)                  | Bruce Kimball ( Stati Uniti)          |
| Perth 1991         | Sun Shuwei ( Cina)            | Xiong Ni ( Cina)                      | Giorgi Chogovadze ( Unione Sovietica) |
| Roma 1994          | Dmitrij Sautin ( Russia)      | Sun Shuwei ( Cina)                    | Vladimir Timošinin ( Russia)          |
| Perth 1998         | Dmitrij Sautin ( Russia)      | Tian Liang ( Cina)                    | Jan Hempel ( Germania)                |
| Fukuoka 2001       | Tian Liang ( Cina)            | Alexandre Despatie ( Canada)          | Mathew Helm ( Australia)              |
| Barcellona 2003    | Alexandre Despatie ( Canada)  | Mathew Helm ( Australia)              | Tian Liang ( Cina)                    |
| Montreal 2005      | Hu Jia ( Cina)                | Josè Antonio Guerra Oliva ( Cuba)     | Gleb Gal'perin ( Russia)              |
| Melbourne 2007     | Gleb Gal'perin ( Russia)      | Zhou Lüxin ( Cina)                    | Yue Lin ( Cina)                       |
| Roma 2009          | Tom Daley ( Gran Bretagna)    | Qiu Bo ( Cina)                        | Zhou Lüxin ( Cina)                    |
| Shanghai 2011      | Qiu Bo ( Cina)                | David Boudia ( Stati Uniti)           | Sascha Klein ( Germania)              |
| Barcellona 2013    | Qiu Bo ( Cina)                | David Boudia ( Stati Uniti)           | Sascha Klein ( Germania)              |
| Kazan' 2015        | Qiu Bo ( Cina)                | David Boudia ( Stati Uniti)           | Tom Daley ( Gran Bretagna)            |
| Budapest 2017      | Tom Daley ( Gran Bretagna)    | Chen Aisen ( Cina)                    | Yang Jian ( Cina)                     |
| Gwangju 2019       | Yang Jian ( Cina)             | Yang Hao ( Cina)                      | Oleksandr Bondar ( Russia)            |
| Budapest 2022      | Yang Jian ( Cina)             | Rikuto Tamai ( Giappone)              | Yang Hao ( Cina)                      |
| Fukuoka 2023       | Cassiel Rousseau ( Australia) | Lian Junjie ( Cina)                   | Yang Hao ( Cina)                      |

- Atleta più premiato: Qiu Bo ( Cina)
- Nazione più medagliata:  Cina 8 , 9  e 6

## Piattaforma da 10 metri femminile
| Edizione           | Oro                                | Argento                            | Bronzo                             |
| ------------------ | ---------------------------------- | ---------------------------------- | ---------------------------------- |
| Belgrado 1973      | Ulrika Knape ( Svezia)             | Milena Duchková ( Cecoslovacchia)  | Irina Kalynina ( Unione Sovietica) |
| Cali 1975          | Janet Ely ( Stati Uniti)           | Irina Kalinina ( Unione Sovietica) | Ulrika Knape ( Svezia)             |
| Berlino Ovest 1978 | Irina Kalinina ( Unione Sovietica) | Martina Jäschke ( Germania Est)    | Melissa Briley ( Stati Uniti)      |
| Guayaquil 1982     | Wendy Wyland ( Stati Uniti)        | Ramona Wenzel ( Germania Est)      | Zhou Jihong ( Cina)                |
| Madrid 1986        | Chen Lin ( Cina)                   | Lu Wei ( Cina)                     | Wendy Wyland ( Stati Uniti)        |
| Perth 1991         | Fu Mingxia ( Cina)                 | Elena Mirošina ( Unione Sovietica) | Wendy Williams ( Stati Uniti)      |
| Roma 1994          | Fu Mingxia ( Cina)                 | Chi Bin ( Cina)                    | Maria José Alcala ( Messico)       |
| Perth 1998         | Olena Župina ( Ucraina)            | Yuyan Cai ( Cina)                  | Li Chen ( Cina)                    |
| Fukuoka 2001       | Xu Mian ( Cina)                    | Duan Qing ( Cina)                  | Loudy Tourky ( Australia)          |
| Barcellona 2003    | Émilie Heymans ( Canada)           | Lao Lishi ( Cina)                  | Li Na ( Cina)                      |
| Montreal 2005      | Laura Ann Wilkinson ( Stati Uniti) | Loudy Tourky ( Australia)          | Jia Tong ( Cina)                   |
| Melbourne 2007     | Xing Wang ( Cina)                  | Chen Ruolin ( Cina)                | Christin Steuer ( Germania)        |
| Roma 2009          | Paola Espinosa ( Messico)          | Chen Ruolin ( Cina)                | Li Kang ( Cina)                    |
| Shanghai 2011      | Chen Ruolin ( Cina)                | Hu Yadan ( Cina)                   | Paola Espinosa ( Messico)          |
| Barcellona 2013    | Si Yajie ( Cina)                   | Chen Ruolin ( Cina)                | Julija Prokopčuk ( Ucraina)        |
| Kazan' 2015        | Kim Kuk-hyang ( Corea del Nord)    | Ren Qian ( Cina)                   | Pandelela Rinong ( Malaysia)       |
| Budapest 2017      | Cheong Jun Hoong ( Malaysia)       | Si Yajie ( Cina)                   | Ren Qian ( Cina)                   |
| Gwangju 2019       | Chen Yuxi ( Cina)                  | Lu Wei ( Cina)                     | Delaney Schnell ( Stati Uniti)     |
| Budapest 2022      | Chen Yuxi ( Cina)                  | Quan Hongchan ( Cina)              | Pandelela Rinong ( Malaysia)       |
| Fukuoka 2023       | Chen Yuxi ( Cina)                  | Quan Hongchan ( Cina)              | Caeli McKay ( Canada)              |

- Atleta più premiata: Chen Yuxi ( Cina)
- Nazione più medagliata:  Cina (10 , 14 , 6 )

## Piattaforma da 10 metri sincronizzati maschile
| Edizione        | Oro                                                    | Argento                                                | Bronzo                                                             |
| --------------- | ------------------------------------------------------ | ------------------------------------------------------ | ------------------------------------------------------------------ |
| Perth 1998      | Sun Shuwei e Tian Liang ( Cina)                        | Michael Kuehne e Jan Hempel ( Germania)                | Alexander Varalamov e Igor Loukashin ( Russia)                     |
| Fukuoka 2001    | Tian Liang e Hu Jia ( Cina)                            | Eduardo Rueda e Fernando Platas ( Messico)             | Roman Volod'kov e Anton Zacharov ( Ucraina)                        |
| Barcellona 2003 | Mathew Helm e Robert Newbery ( Australia)              | Roman Volod'kov e Anton Zacharov ( Ucraina)            | Tian Liang e Hu Jia ( Cina)                                        |
| Montreal 2005   | Dmitrij Dobroskok e Gleb Sergeevič Gal'perin ( Russia) | Jang Jinghui e Hu Jia ( Cina)                          | Peter Waterfield e Leon Taylor ( Gran Bretagna)                    |
| Melbourne 2007  | Huo Liang e Yue Lin ( Cina)                            | Dmitrij Dobroskok e Gleb Sergeevič Gal'perin ( Russia) | David Alasdair Boudia e Thomas Finchum ( Stati Uniti)              |
| Roma 2009       | Huo Liang e Yue Lin ( Cina)                            | David Boudia e Thomas Finchum ( Stati Uniti)           | Jose Antonio Guerra Oliva e Jeinkler Ernesto Aguirre Manso ( Cuba) |
| Shanghai 2011   | Qiu Bo e Huo Liang ( Cina)                             | Patrick Hausding e Sascha Klein ( Germania)            | Oleksandr Horškovozov e Oleksandr Bondar ( Ucraina)                |
| Barcellona 2013 | Sascha Klein e Patrick Hausding Germania               | Viktor Minibaev e Artëm Česakov ( Russia)              | Cao Yuan e Zhang Yanquan ( Cina)                                   |
| Kazan' 2015     | Chen Aisen e Lin Yue ( Cina)                           | Iván García e Germán Sánchez ( Messico)                | Roman Izmajlov e Viktor Minibaev ( Russia)                         |
| Budapest 2017   | Chen Aisen e Yang Hao ( Cina)                          | Oleksandr Bondar e Viktor Minibaev ( Russia)           | Sascha Klein e Patrick Hausding ( Germania)                        |
| Gwangju 2019    | Chen Aisen e Cao Yuan ( Cina)                          | Oleksandr Bondar e Viktor Minibaev ( Russia)           | Tom Daley e Matthew Lee ( Gran Bretagna)                           |
| Budapest 2022   | Lian Junjie e Yang Hao ( Cina)                         | Matthew Lee e Noah Williams ( Gran Bretagna)           | Rylan Wiens e Nathan Zsombor-Murray ( Germania)                    |
| Fukuoka 2023    | Lian Junjie e Yang Hao ( Cina)                         | Kirill Boliukh e Oleksij Sereda ( Ucraina)             | Kevin Berlín e Randal Willars ( Messico)                           |

- Atleta più premiato: Huo Liang, Chen Aisen e Yang Hao ( Cina)
- Nazione più medagliata:  Cina (10 , 1 , 2 )

## Piattaforma da 10 metri sincronizzati femminile
| Edizione        | Oro                                         | Argento                                                   | Bronzo                                               |
| --------------- | ------------------------------------------- | --------------------------------------------------------- | ---------------------------------------------------- |
| Perth 1998      | Olena Zhupina e Svetlana Serbina ( Ucraina) | Yuyan Cai e Li Chen ( Cina)                               | Kristin Link e Lindsay Long ( Stati Uniti)           |
| Fukuoka 2001    | Duan Qing e Sang Xue ( Cina)                | Evgeniya Olshevskaya e Svetlana Timoshinina ( Russia)     | Takiri Miyazaki e Emi Otsuki ( Giappone)             |
| Barcellona 2003 | Lao Lishi e Li Ting ( Cina)                 | Loudy Tourky e Lynda Dackiw ( Australia)                  | Evgenya Olshevskaya e Svetlana Timoshinina ( Russia) |
| Montreal 2005   | Jia Tong e Yuan Pei Ling ( Cina)            | Loudy Tourky e Chantelle Michell ( Australia)             | Meaghan Benfeito e Roseline Filion ( Canada)         |
| Melbourne 2007  | Jia Tong e Chen Ruolin ( Cina)              | Briony Cole e Melissa Wu ( Australia)                     | Annett Gamm e Nora Subschinsky ( Germania)           |
| Roma 2009       | Chen Ruolin e Wang Xin ( Cina)              | Haley Ishimatsu e Mary Beth Dunnichay ( Stati Uniti)      | Pandelela Rinong Pamg e Mun Yee Leong ( Malaysia)    |
| Shanghai 2011   | Wang Hao e Chen Ruolin ( Cina)              | Alex Croak e Melissa Wu ( Australia)                      | Christin Steuer e Nora Subschinski ( Germania)       |
| Barcellona 2013 | Liu Huixia e Chen Ruolin ( Cina)            | Meaghan Benfeito e Roseline Filion ( Canada)              | Pandelela Rinong e Leong Mun Yee ( Malaysia)         |
| Kazan' 2015     | Liu Huixia e Chen Ruolin ( Cina)            | Meaghan Benfeito e Roseline Filion ( Canada)              | Kim Un-hyang e Song Nam-hyang ( Corea del Nord)      |
| Budapest 2017   | Ren Qian e Si Yajie ( Cina)                 | Kim Mi-rae e Kim Kuk-hyang ( Corea del Nord)              | Cheong Jun Hoong e Pandelela Rinong ( Malaysia)      |
| Gwangju 2019    | Lu Wei e Zhang Jiaqi ( Cina)                | Leong Mun Yee e Pandelela Rinong ( Malaysia)              | Samantha Bromberg e Katrina Young Stati Uniti        |
| Budapest 2022   | Chen Yuxi e Quan Hongchan ( Cina)           | Delaney Schnell e Katrina Young ( Stati Uniti)            | Pandelela Rinong e Nur Dhabitah Sabri ( Malaysia)    |
| Fukuoka 2023    | Chen Yuxi e Quan Hongchan ( Cina)           | Andrea Spendolini-Sirieix e Lois Toulson ( Gran Bretagna) | Jessica Parratto e Delaney Schnell Stati Uniti       |

- Atleta più premiato: Chen Ruolin ( Cina)
- Nazione più medagliata:  Cina (12 , 1 , 0 )

## Piattaforma da 10 metri sincronizzati misto
| Edizione      | Oro                                | Argento                                        | Bronzo                                        |
| ------------- | ---------------------------------- | ---------------------------------------------- | --------------------------------------------- |
| Kazan' 2015   | Si Yajie e Tai Xiaohu ( Cina)      | Meaghan Benfeito e Vincent Riendeau ( Canada)  | Domonic Bedggood e Melissa Wu ( Australia)    |
| Budapest 2017 | Ren Qian e Lian Junjie ( Cina)     | Lois Toulson e Matty Lee ( Gran Bretagna)      | Kim Mi-rae e Hyon Il-myong ( Corea del Nord)  |
| Gwangju 2019  | Si Yajie e Lian Junjie ( Cina)     | Viktor Minibaev e Ekaterina Beliaeva ( Russia) | José Balleza Isaias e María Sánchez Messico   |
| Budapest 2022 | Duan Yu e Ren Qian ( Cina)         | Sofija Lyskun e Oleksij Sereda ( Ucraina)      | Delaney Schnell e Carson Tyler ( Stati Uniti) |
| Fukuoka 2023  | Wang Feilong e Zhang Jiaqi ( Cina) | Diego Balleza e Viviana del Ángel ( Messico)   | Minami Itahashi e Hiroki Itō Giappone         |

- Atleta più premiato: Si Yajie e Lian Junjie ( Cina)
- Nazione più medagliata:  Cina (5 , 0 , 0 )

## Gara a squadre
| Edizione      | Oro                                                       | Argento                                                                    | Bronzo                                                                       |
| ------------- | --------------------------------------------------------- | -------------------------------------------------------------------------- | ---------------------------------------------------------------------------- |
| Kazan' 2015   | Tom Daley e Rebecca Gallantree ( Gran Bretagna)           | Oleksandr Horškovozov e Julija Prokopčuk ( Ucraina)                        | Chen Ruolin e Xie Siyi ( Cina)                                               |
| Budapest 2017 | Matthieu Rosset e Laura Marino ( Francia)                 | Rommel Pacheco e Viviana del Angel ( Messico)                              | Krysta Palmer e David Dinsmore ( Stati Uniti)                                |
| Gwangju 2019  | Yang Jian e Lin Shan ( Cina)                              | Sergej Nazin e Julija Timošinina ( Russia)                                 | Andrew Capobianco e Katrina Young ( Stati Uniti)                             |
| Budapest 2022 | Bai Yuming e Quan Hongchan ( Cina)                        | Jade Gillet e Alexis Jandard ( Francia)                                    | James Heatly e Andrea Spendolini-Sirieix ( Gran Bretagna)                    |
| Fukuoka 2023  | Yang Jian, Si Yajie, Zhang Minjie e Zheng Jiuyuan ( Cina) | Gabriela Agúndez, Jahir Ocampo, Aranza Vázquez e Randal Willars ( Messico) | Timo Barthel, Lena Hentschel, Christina Wassen e Moritz Wesemann ( Germania) |

- Atleta più premiato: Bai Yuming ( Cina)
- Nazione più medagliata:  Cina (3 , 0 , 1 )

## Grandi altezze maschile
| Edizione        | Oro                            | Argento                        | Bronzo                       |
| --------------- | ------------------------------ | ------------------------------ | ---------------------------- |
| Barcellona 2013 | Orlando Duque ( Colombia)      | Gary Hunt ( Gran Bretagna)     | Jonathan Paredes ( Messico)  |
| Kazan' 2015     | Gary Hunt ( Gran Bretagna)     | Jonathan Paredes ( Messico)    | Artem Silchenko ( Russia)    |
| Budapest 2017   | Steven LoBue ( Stati Uniti)    | Michal Navrátil ( Rep. Ceca)   | Alessandro De Rose ( Italia) |
| Gwangju 2019    | Gary Hunt ( Gran Bretagna)     | Steven LoBue ( Stati Uniti)    | Jonathan Paredes Messico     |
| Fukuoka 2023    | Constantin Popovici ( Romania) | Cătălin-Petru Preda ( Romania) | Gary Hunt ( Francia)         |

- Atleta più premiato: Gary Hunt ( Gran Bretagna)
- Nazione più medagliata:  Gran Bretagna (2 , 1 , 0 )

## Grandi altezze femminile
| Edizione        | Oro                             | Argento                        | Bronzo                          |
| --------------- | ------------------------------- | ------------------------------ | ------------------------------- |
| Barcellona 2013 | Cesilie Carlton ( Stati Uniti)  | Ginger Huber ( Stati Uniti)    | Anna Bader ( Germania)          |
| Kazan' 2015     | Rachelle Simpson ( Stati Uniti) | Cesilie Carlton ( Stati Uniti) | Jana Nescjarava ( Bielorussia)  |
| Budapest 2017   | Rhiannan Iffland ( Australia)   | Adriana Jiménez ( Messico)     | Jana Nescjarava ( Bielorussia)  |
| Gwangju 2019    | Rhiannan Iffland ( Australia)   | Adriana Jiménez ( Messico)     | Jessica Macaulay ( Regno Unito) |
| Fukuoka 2023    | Rhiannan Iffland ( Australia)   | Molly Carlson ( Canada)        | Jessica Macaulay ( Canada)      |

- Atleta più premiata: Rhiannan Iffland ( Australia)
- Nazione più medagliata:  Australia (3 )

## Medagliere
(Aggiornato a Fukuoka 2023. Sono indicate in corsivo le nazioni non più esistenti)
| Posizione | Paese            | Oro | Argento | Bronzo | Totale |
| --------- | ---------------- | --- | ------- | ------ | ------ |
| 1         | Cina             | 120 | 60      | 31     | 211    |
| 2         | Russia           | 13  | 20      | 17     | 50     |
| 3         | Stati Uniti      | 13  | 17      | 20     | 50     |
| 4         | Canada           | 6   | 16      | 15     | 37     |
| 5         | Australia        | 6   | 7       | 12     | 25     |
| 6         | Gran Bretagna    | 3   | 9       | 9      | 21     |
| 7         | Unione Sovietica | 3   | 7       | 6      | 16     |
| 8         | Italia           | 3   | 6       | 12     | 21     |
| 9         | Ucraina          | 2   | 6       | 6      | 16     |
| 10        | Germania         | 1   | 9       | 18     | 28     |
| 11        | Messico          | 1   | 9       | 13     | 23     |
| 12        | Germania Est     | 1   | 4       | 2      | 7      |
| 13        | Malaysia         | 1   | 1       | 6      | 8      |
| 14        | Corea del Nord   | 1   | 1       | 4      | 8      |
| 15        | Francia          | 1   | 1       | 2      | 4      |
| 16        | Svezia           | 1   | 1       | 1      | 3      |
| 17        | Romania          | 1   | 1       | 0      | 2      |
| 18        | Paesi Bassi      | 1   | 0       | 0      | 1      |
| 18        | Zimbabwe         | 1   | 0       | 0      | 1      |
| 20        | Giappone         | 0   | 2       | 3      | 5      |
| 21        | Cuba             | 0   | 1       | 1      | 2      |
| 21        | Cecoslovacchia   | 0   | 1       | 1      | 2      |
| 23        | Finlandia        | 0   | 0       | 1      | 1      |
| 23        | Corea del Sud    | 0   | 0       | 1      | 1      |